# Yle TV2
Yle TV2 es el segundo canal de televisión de Yleisradio, ente público de radio y televisión en Finlandia. Está enfocado a un público más joven y emite series, programas de entretenimiento y otros de servicio público.
TV2 nace en 1965, cuando Yleisradio compró 2 canales de televisión local, Tamvisio y Tes-TV, para fusionarlos y crear un segundo canal.

## Programación
La cadena tiene una oferta generalista enfocada a un público más joven que el de Yle TV1. Así, tiene más programas de entretenimiento que el primer canal.
En el apartado de ficción TV2 emite las series infantiles dobladas al finlandés, mientras que el resto de producciones extranjeras son en versión original subtitulada. También cuentan con varios programas humorísticos con cómicos finlandeses tales como Jopet Show o series de producción nacional, y además el canal se nutre de concursos, programas documentales y divulgativos, y musicales.
TV2 también se encarga de las retransmisiones de eventos como el Festival de la Canción de Eurovisión o los deportivos.

## Logotipo
Su logo es un simple número 2 formado por varias líneas. En la imagen actual se emplea un cubo que tiene en sus caras el logotipo. En pantalla se usa un simple Yle TV2 transparente.